# 레이저 무기 시스템

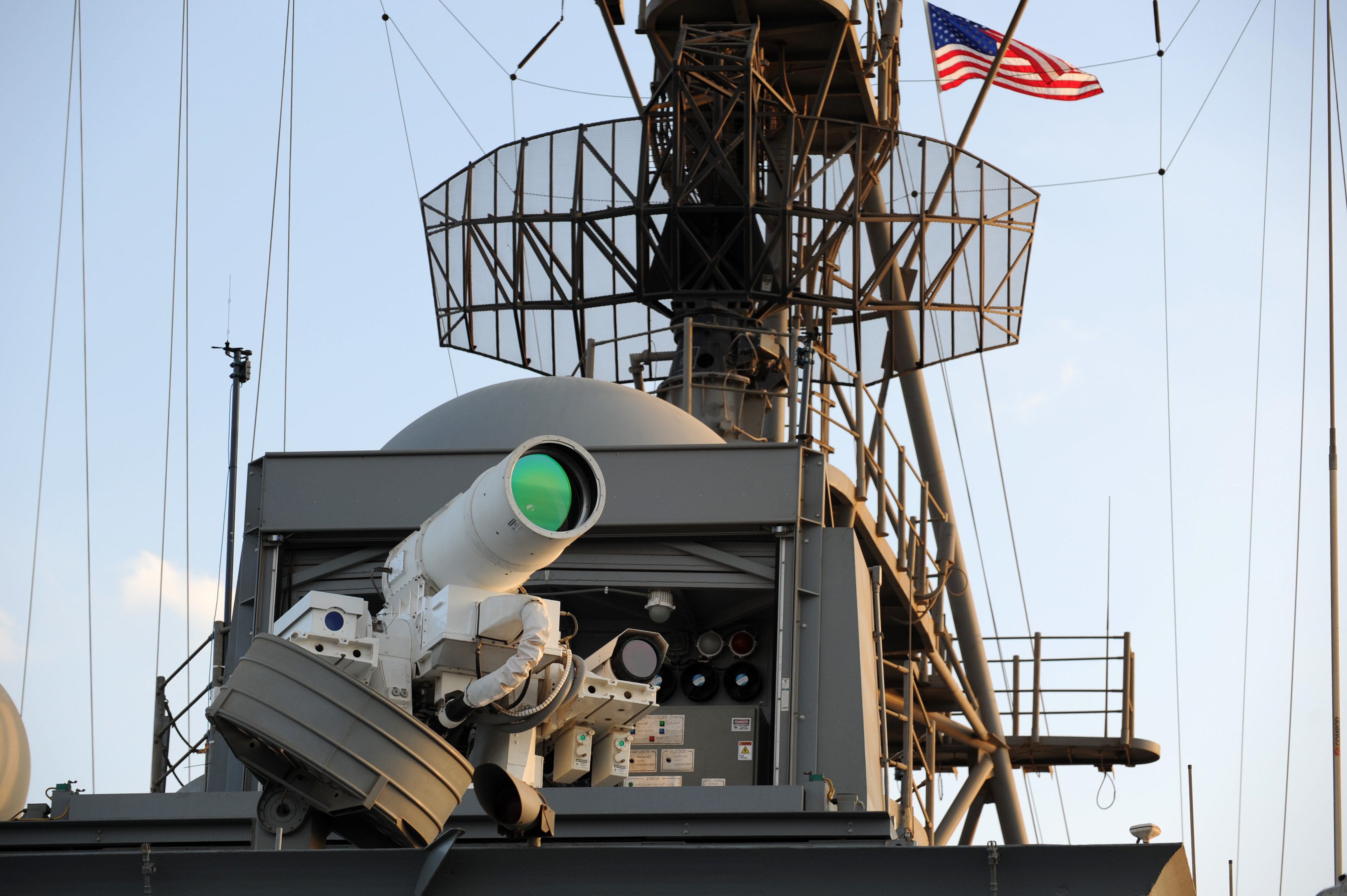
폰스함에 장착된 AN/SEQ-3 레이저 무기 시스템

AN/SEQ-3 레이저 무기 시스템(LaWS)은 미국 해군이 개발중인 레이저 대포이다. 2013년 USS 폰스 (LPD-15)에 장착해 시험중이다.
2010년 크라토스사는 1,100만 달러 계약을 미국 해상 전투 센터(NSWC)와 체결했다. 2012년 NSWC는 레이저 CIWS 시스템으로 UAV를 요격하는 실험을 했다.
LaWS는 CIWS로만 개발되고 있으며, 아직은 미사일 요격, 대형 비행기, 선박, 잠수함에 대한 개발 계획은 없다. LaWS는 고출력시 파괴, 저출력시 경고용으로 사용될 수 있다.
레이저 CIWS는 싼 비용이 장점이다.
2013년 9월, 폰스함에 AN/SEQ-3 Laser Weapon System이 시험장착되었다. 미사일 1개 제조비가 약 100만 달러(12억원)인데 비해 레이저와 레일건 무기 1회 발사 비용이 1달러(1,200원)이하다.
폰스함 LaWS의 출력은 33 kW, 유효 사거리는 1.6km다. 절단기 등에 쓰이는 고출력 레이저 발진장치 6개에서 나오는 광선을 한 곳에 집중시키는 방식으로 구성됐으며, 미 해군의 기술연구기관인 해양 시스템 사령부에서 7년간 4천만 달러(약 438억원)를 들여 개발했다. LaWS는 레이저 무기지만 영화에서처럼 에너지 빔이 눈으로 보이는 건 아니다. 영상에서 강력한 파괴력을 과시한 LaWS는 레이저포 1발당 비용이 0.59달러에 불과하다. 2020년 알레이 버크급 이지스함에 유효사거리 5 km인 100 kW 출력의 레이저포를 실전배치할 계획이다.
해군 연구소는 현재 105 kw를 실험중이고, 앞으로 300 kw로 출력을 높이는 연구를 할 것이다.

## 목적
LaWS는 함성 방어 시스템이며, 현재 무인 항공기 및 모의 소형 보트 공격에 사용하고 있다.LaWS는 고체 레이져 어레이의 출력 조정 가능한 적외선 빔을 사용하고 있다.
이 무기는 발사 할 때마다 에너지 펄스를 생성하기위한 최소한의 사용 비용을 필요로 하지 않기 때문에 한발 당 비용이 미사일 등 기존의 발사 무기보다 월등히 낮다.

## 같이 보기
- USS 폰스 (LPD-15)
- 미국 공군 연구소
- 스카이가드
- 아이언 빔
- 고체 레이저